# اویلتسن
شهر اویلتسن (به آلمانی: Uelzen) در ایالت نیدرزاکسن در کشور آلمان واقع شده‌است.